# Taalpathologie
De taalpathologie of patholinguïstiek is een wetenschappelijke richting binnen de taalkunde die pathologische stoornissen in de taal bestudeert. Het gaat daarbij om stoornissen bij het (leren) spreken, horen en begrijpen van taal. De foniatrie, die lichamelijke stoornissen in spraakorganen en de oorzaken ervan bestudeert is een onderdeel van de taalpathologie.
Een bekend voorbeeld van een taalpathologisch verschijnsel is de afasie, dat in psycho- of neurolinguïstiek wordt bestudeerd. Afasie is een taalstoornis die optreedt ten gevolge van een hersenbeschadiging, bijvoorbeeld door een hersenbloeding of herseninfarct, of door letsels opgelopen bij een ongeval.
Men onderscheidt behalve fatische taalstoornissen de gestoorde taaluitingen, die niet door een hersenbeschadiging worden veroorzaakt. Daartoe behoren de verspreking, de gestoorde taaluitingen in alternatieve bewustzijnstoestanden, droomtaal zoals door Emil Kraepelin beschreven, hypnose en de gestoorde taaluitingen van psychiatrische patiënten. Deze gestoorde taaluitingen worden door de psychopathologie van de taal bestudeerd.